# 大韦内迪格山麓诺伊基兴
大韦内迪格山麓诺伊基兴是奥地利萨尔茨堡州滨湖采尔县的一个市镇。总面积165.86平方公里，总人口2613人，人口密度15.8人/平方公里（2005年）。